# Walter Rossi (Tontechniker)
Walter A. Rossi, vollständig Walter Aloysius Rossi (geb. 12. Juli 1894; gest. 12. Februar 1978) war ein US-amerikanischer Tontechniker, der einen Oscar für die besten Spezialeffekte gewann sowie zwei weitere Male für den Oscar für die besten Toneffekte nominiert war.

## Leben
Rossi begann seine Laufbahn als Tontechniker in der Filmwirtschaft Hollywoods 1953 bei dem Monumentalfilm Das Gewand (The Robe) von Henry Koster mit Richard Burton, Jean Simmons und Victor Mature in den Hauptrollen. Er wirkte bis 1970 an der Herstellung von insgesamt nur sieben Filmen mit.
Bei der Oscarverleihung 1958 gewann Rossi den Oscar für die besten Spezialeffekte in dem von Dick Powell inszenierten Kriegsfilm Duell im Atlantik (The Enemy Below, 1957) mit Robert Mitchum, Curd Jürgens und David Hedison.
1966 war er erstmals für den Oscar für die besten Toneffekte nominiert, und zwar für den Kriegsfilm Colonel von Ryans Express (Von Ryan’s Express, 1965) von Mark Robson mit den Hauptdarstellern Frank Sinatra, Trevor Howard und Edward Mulhare. Eine zweite Nominierung für den Oscar in dieser Kategorie bekam Rossi bei der Oscarverleihung 1967 für den unter der Regie von Richard Fleischer entstandenen Science-Fiction-Film Die phantastische Reise (Fantastic Voyage, 1966), in dem Stephen Boyd, Raquel Welch und Edmond O’Brien die Hauptrollen spielten.

## Auszeichnungen
- 1958: Oscar für die besten Spezialeffekte